# پاگان (جزیره)
پاگان (به اسپانیایی: Pagan) یک کوه در جزایر ماریانای شمالی است که در اقیانوس آرام واقع شده‌است.

## خصوصیات
پاگان غیرمسکونی می‌باشد و ۵۷۰ متر بالاتر از سطح دریا واقع شده‌است.